# Brachyzancla acrocrossa
Brachyzancla acrocrossa är en fjärilsart som beskrevs av Turner 1947. Brachyzancla acrocrossa ingår i släktet Brachyzancla och familjen stävmalar. Inga underarter finns listade i Catalogue of Life.